# العلاقات الفنلندية الناميبية
العلاقات الفنلندية الناميبية هي العلاقات الثنائية التي تجمع بين فنلندا وناميبيا.

## مقارنة بين البلدين
هذه مقارنة عامة ومرجعية للدولتين:
| وجه المقارنة                                              | فنلندا                                                                               | ناميبيا      |
| --------------------------------------------------------- | ------------------------------------------------------------------------------------ | ------------ |
| المساحة (كم2)                                             | 338.42 ألف                                                                           | 825.62 ألف   |
| عدد السكان (نسمة)                                         | 5.52 مليون                                                                           | 2.53 مليون   |
| الكثافة السكانية (ن./كم²)                                 | 16.31                                                                                | 3.06         |
| العاصمة                                                   | هلسنكي                                                                               | ويندهوك      |
| اللغة الرسمية                                             | اللغة الفنلندية، اللغة السويدية                                                      | لغة إنجليزية |
| العملة                                                    | يورو، ماركا فنلندية                                                                  | دولار ناميبي |
| الناتج المحلي الإجمالي (بليون دولار)                      | 251.88 مليار                                                                         | 13.24 مليار  |
| الناتج المحلي الإجمالي (تعادل القوة الشرائية) بليون دولار | 231.84 مليار                                                                         | 25.60 مليار  |
| الناتج المحلي الإجمالي الاسمي للفرد دولار أمريكي          | 42.31 ألف                                                                            | 4.67 ألف     |
| الناتج المحلي الإجمالي للفرد دولار أمريكي                 | 40.68 ألف                                                                            | 9.96 ألف     |
| مؤشر التنمية البشرية                                      | 0.883                                                                                | 0.628        |
| رمز المكالمات الدولي                                      | +358                                                                                 | +264         |
| رمز الإنترنت                                              | .fi                                                                                  | .na          |
| المنطقة الزمنية                                           | ت ع م+02:00، ت ع م+03:00، أوروبا/هلسنكي ‏، توقيت شرق أوروبا، توقيت شرق أوروبا الصيفي ‏ | ت ع م+02:00  |

## مدن متوأمة
في ما يلي قائمة باتفاقيات التوأمة بين مدن فنلندية وناميبية:
- ترتبط فانتا مع ويندهوك باتفاقية توأمة منذ 1987.[16]

## منظمات دولية مشتركة
يشترك البلدان في عضوية مجموعة من المنظمات الدولية، منها:
| علم المنظمة | اسم المنظمة                        | تاريخ انضمام فنلندا | تاريخ انضمام ناميبيا |
| ----------- | ---------------------------------- | ------------------- | -------------------- |
|             | يونسكو                             | 10 أكتوبر 1956      | 2 نوفمبر 1978        |
|             | وكالة ضمان الاستثمار متعدد الأطراف | 28 ديسمبر 1988      | 25 سبتمبر 1990       |
|             | الأمم المتحدة                      | 14 ديسمبر 1955      | 23 أبريل 1990        |
|             | الاتحاد البريدي العالمي            | ?                   | ?                    |
|             | البنك الدولي للإنشاء والتعمير      | 14 يناير 1948       | 25 سبتمبر 1990       |
|             | الاتحاد الدولي للاتصالات           | 1 سبتمبر 1920       | 25 يناير 1984        |
|             | منظمة حظر الأسلحة الكيميائية       | ?                   | ?                    |
|             | مؤسسة التمويل الدولية              | 20 يوليو 1956       | 25 سبتمبر 1990       |
|             | منظمة التجارة العالمية             | 1995                | ?                    |
|             | منظمة الشرطة الجنائية الدولية      | ?                   | ?                    |
|             | البنك الإفريقي للتنمية             | ?                   | ?                    |

## وصلات خارجية
- موقع وزارة الخارجية الفنلندية